# Esaferro
L'esaferro è un minerale descritto nel 1998 in base ad una scoperta avvenuta sui monti dei Coriacchi nella penisola della Kamčatka in Russia. Il nome del minerale deriva dalla sua composizione e dal fatto che è costituito dal polimorfismo esagonale del ferro nativo. Il minerale è una soluzione solida continua fra metalli del gruppo del platino nel ferro e quindi sono stati identificati granuli contenenti una predominanza di rutenio, osmio e iridio considerati varietà.

## Morfologia
L'esaferro si presenta sotto forma di inclusioni di cristalli cubici od ottaedrici nello spinello ricco di cromo di dimensione fino a 200 μm ma per lo più fra i 5 e i 50 µm.

## Origine e giacitura
L'esaferro è associata ad awaruite, iridosmina, laurite, oregonite, pentlandite, rutheniridium, tulameenite, ferro nativo, rame nativo, zinco nativo e altri solfuri.